# Hans Christhard Mahrenholz
Hans Christhard Mahrenholz (* 19. Januar 1928 in Göttingen; † 17. Dezember 2022 in Hilchenbach) war ein deutscher Verwaltungsjurist.

## Leben
Mahrenholz ist der Sohn von Christhard Mahrenholz und Bruder von Ernst Gottfried Mahrenholz. Von 1944 bis 1945 nahm er am Zweiten Weltkrieg teil und legte 1947 sein Abitur am Ratsgymnasium Hannover ab.
Er studierte von 1947 bis 1952 Theologie, Rechtswissenschaft und Niedersächsische Landesgeschichte an der Georg-August-Universität Göttingen.
Mahrenholz wurde am 1. Januar 1947 Neustifter des Göttinger Wingolf. Sein Engagement während des Studiums ging jedoch weit über die Mitgliedschaft in dieser Korporation hinaus; so wurde er zweimal zum Bundessprecher des Wingolfsbundes und einmal zum Vorsitzenden des Conventes Deutscher Korporationsverbände gewählt. 
1952 wurde er Referendar im Oberlandesgerichts-Bezirk Celle. 1955 wurde er bei Werner Weber zum Dr. iur. promoviert. 1957 folgte das Assessorexamen. Er ging in den niedersächsischen Landesdienst. Nach dem Studium zog Mahrenholz nach Hilchenbach, wo er als Rechtsanwalt arbeitete. Außerdem trat er in die FDP ein.

## Stadtdirektor von Hilchenbach
1962 wurde Mahrenholz zunächst Amtsdirektor des Amtes Keppel. 1968 wurde er dann Stadtdirektor der amtsfreien Stadt Hilchenbach. Diesen Posten hatte er bis 1992 inne. Als Stadtdirektor von Hilchenbach war er unter anderem für die Gründung des Abwasserverbandes Oberes Ferndorftal verantwortlich, außerdem setzte er die entscheidenden Impulse zur Stärkung des Tourismus-Standortes Hilchenbach. Des Weiteren setzte er sich für eine bessere Nutzung der Wilhelmsburg ein; heute sind dort das Stadtarchiv, die Stadtbücherei und das Stadtmuseum untergebracht.
Mahrenholz ist ebenfalls neben vielen anderen bekannten Hilchenbacher Persönlichkeiten auf dem Aquarell „Marktplatz Hilchenbach“ zu sehen. Das Bild, welches der ehemalige Kunstlehrer am Jung-Stilling-Gymnasium und Hilchenbacher Maler Lothar Grisebach 1984/1985 erstellte, wird seit 2017 mit kurzer Unterbrechung im Ratssaal der Stadt Hilchenbach ausgestellt und rückte dort im Zuge des „Bilderstreits“ ins Blickfeld der Öffentlichkeit.
Als Stift Keppel 1975 durch die Kirchenleitung der Evangelischen Kirche von Westfalen als Anstaltskirchengemeinde aufgehoben wurde, verließ Mahrenholz die evangelische Kirche aus Protest und konvertierte zur römisch-katholischen Kirche. 
Hans Christhard Mahrenholz starb am 17. Dezember 2022. Er wurde am 22. Dezember 2022 nach einer Trauerfeier in der Kirche Sankt Vitus auf dem Friedhof in Hilchenbach beigesetzt.

## Soziales Engagement
Mahrenholz war bis zum Jahre 2000 Vorsitzender des Ortsverbandes Hilchenbach des Deutschen Roten Kreuzes. Ebenso war er Gründer der MS-Aktivgruppe Hilchenbach und ab 1986 Vorsitzender des Hilchenbachers Geschichtsvereins. Ferner war er in Hilchenbach Mitglied des Tourismus- und Kneippvereins sowie des Tierschutzvereins. Überdies war er Mitglied der Carl-Kraemer-Stiftung.

## Träger des Bundesverdienstkreuzes
Am 31. Mai 2005 überreichte Landrat Paul Breuer das Verdienstkreuz am Bande des Verdienstordens der Bundesrepublik Deutschland an Hans Christhard Mahrenholz für seine Verdienste als Stadtdirektor Hilchenbachs und sein umfangreiches soziales Engagement.

## Publikationen
- 300 Jahre Stadtrecht Hilchenbach 1687–1987. Festbuch – Programm. Hilchenbach 1987.
- Die Mitwirkung der evangelischen Kirchen bei der Besetzung der Lehrstühle in den evangelisch-theologischen Fakultäten. Göttingen 1955 (Dissertation), C. B. Mohr, Tübingen 1956.